# Ядерное испытание

Основные типы ядерных испытаний: 1. надземные, 2. подземные, 3. в верхних слоях атмосферы, 4. подводные.

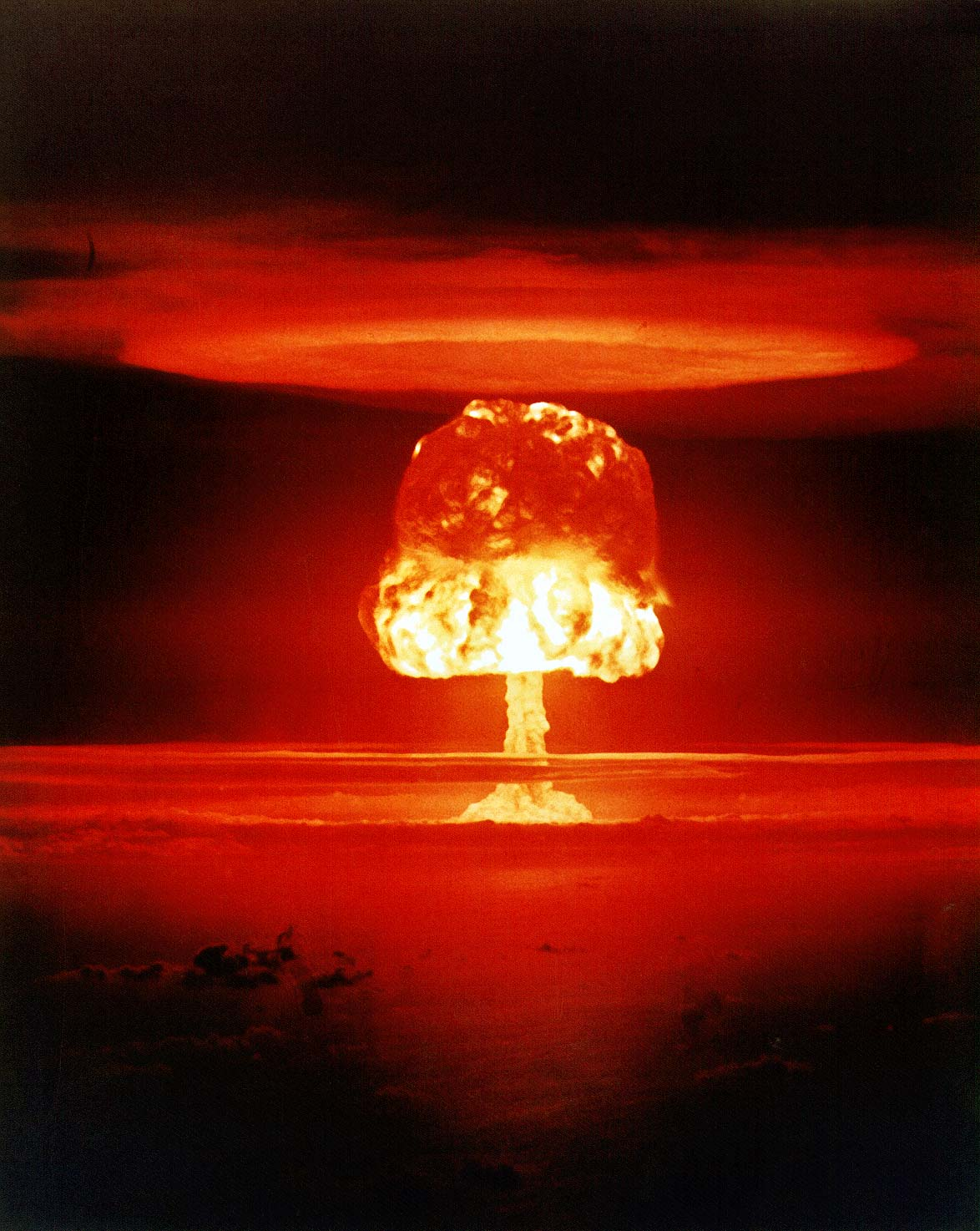
Испытание термоядерной бомбы на атолле Бикини, 1954 год. Мощность взрыва 11 Мт, из которых 7 Мт выделилось от деления тампера из урана-238

Я́дерное испыта́ние — разновидность испытания ядерного оружия.
При подрыве ядерного боевого припаса (боеприпас, БП) происходит ядерный взрыв. Мощность ядерного боеприпаса может быть разной, соответственно, и последствия ядерного взрыва. Обязательным и необходимым условием для разработки нового ядерного оружия является испытание. Без испытаний невозможно разрабатывать новое ядерное оружие. Никакими симуляторами на компьютерах и имитаторами невозможно заменить реальное испытание. Поэтому ограничение испытаний преследует в первую очередь помешать разработке новых ядерных систем тем государствам, которые их уже имеют, и не позволить другим государствам стать обладателями ядерного оружия.
Однако проведение полномасштабного ядерного испытания требуется не всегда. Например, урановая бомба, сброшенная Соединенными Штатами Америки на Хиросиму 6 августа 1945 года, не проходила никаких испытаний. «Пушечная схема» подрыва уранового заряда была настолько надежной, что испытаний не потребовалось.
16 июля 1945 года США испытывали в Неваде только бомбу имплозивного типа с плутонием в качестве заряда, подобную той, что впоследствии была сброшена 9 августа Соединенными Штатами Америки на Нагасаки, потому что это более сложное устройство и были сомнения в надёжности данной схемы. Например, ядерное оружие ЮАР тоже имело пушечную систему подрыва заряда, и 6 ядерных зарядов поступили в арсенал ЮАР без каких-либо испытаний.

## Цели испытаний
- Разработка нового ядерного оружия (weapons development). 75-80 % всех тестов проводятся именно для этой цели
- Проверка производственного цикла (production verification). Берется любой экземпляр с производственного процесса и проверяется, после чего вся партия поступает в арсенал
- Испытание воздействия ядерного оружия на окружающую среду и предметы (weapons effects tests): другие типы вооружения, защитные сооружения, амуницию
- Проверка боеголовки из арсенала (stockpile verification). После того, как оружие испытано и поступило в арсенал, его испытания обычно не проводятся. Проводятся только инспекции и проверки, не требующие испытаний[1].

## Типы испытаний
Исторически ядерные испытания делятся на четыре категории по тому, где они проводятся и в какой среде:
- Атмосферные;
- Заатмосферные;
- Подводные;
- Подземные.

Атмосферные и подземные взрывы проводятся на специальных подготовленных полигонах.
Подземные испытания проводятся двумя способами:
- подрыв заряда в вертикальной шахте. Этот способ чаще всего используется для создания новых оружейных систем
- подрыв заряда в горизонтальной шахте-тоннеле. Этот способ используется для исследования поражающих факторов взрыва на окружающую среду и предметы[2].

Средняя стоимость подземного испытания составляла на март 1988 года: 20-30 миллионов долларов США — для вертикальной шахты, 40-70 миллионов долларов США — для горизонтальной из-за более сложных инженерных задач. Подготовка одного теста занимала около 18 месяцев, и потому во время одного теста как правило проводилось несколько экспериментов, чтобы сэкономить средства.
После вступления в силу договора об ограничении испытаний в трёх средах в 1963 году, большая часть испытаний проводилась странами, подписавшими договор, под землёй.

## История
Первое ядерное испытание было проведено Соединёнными Штатами 16 июля 1945 года в штате Нью-Мексико, заряд был приблизительно эквивалентен 20 килотоннам в тротиловом эквиваленте.
Первое ядерное испытание в СССР было проведено 29 августа 1949 года.
Первое термоядерное устройство было испытано также США на атолле Эниветок (Маршалловы острова) 1 ноября 1952 года (Ivy Mike, 10,4 мегатонны в тротиловом эквиваленте).
Первая водородная бомба была испытана в СССР 12 августа 1953 года (около 0,4 мегатонны в тротиловом эквиваленте).
В качестве жеста доброй воли некоторые ядерные державы объявляют моратории на проведение испытаний и ожидают, что к мораторию присоединятся другие обладатели ядерного оружия. Например, в период с 1958 по 1961 год ядерные испытания не проводили ни США, ни Великобритания, ни СССР, только Франция.
Самым крупным термоядерным зарядом за всё время испытаний стала советская «Царь-бомба» (расчётная конструктивная мощность 101,5 мегатонн), испытанная на чуть выше половины своей мощности — 58.6 мегатонн, взорванная на площадке Сухой Нос, на полигоне на Новой Земле 30 октября 1961 года.
В 1963 году все ядерные и многие безъядерные государства подписали Договор об ограничении ядерных испытаний в трёх средах, по которому обязались воздерживаться от ядерных взрывов в атмосфере, под водой и в космическом пространстве, разрешались подземные испытания. Франция продолжала наземные испытания вплоть до 1974 года, а Китай — до 1980 года.
22 сентября 1979 года было зафиксировано проведение ядерного испытания в районе острова Буве (Южная Атлантика). Ни одна страна ответственности за этот взрыв не взяла. Предполагается, что этот взрыв, а также последовавший в 1981 году аналогичный без объявления были произведены ЮАР по собственному или совместному с Израилем проектам испытания ядерного оружия.
29 июля 1985 года, после начала политики Перестройки, СССР объявил односторонний мораторий на проведение ядерных испытаний, продлился до 26 февраля 1987 года.
В 1996 году был подписан Договор о всеобъемлющем запрещении ядерных испытаний. Страны, ратифицировавшие Договор, обязались не возобновлять испытаний ядерного оружия.

### Завершение
Последние (уже подземные) ядерные испытания были проведены:
- СССР — в 1990 году,
- Великобританией — в 1991 году,
- США — 23 сентября 1992 года,
- Францией — в январе 1996 года,
- Китаем — в июле 1996 года.

Несмотря на действие запрета на проведение испытаний и строгий контроль за его соблюдением, ни одна из стран ядерного клуба не отказывается от совершенствования своего арсенала. Ядерная боеголовка сама по себе состоит из множества неядерных систем, которые можно испытать без проведения ядерного взрыва, заменив делящийся материал муляжом. Для испытания же самого ядерного заряда проводятся такие тесты, которые не подпадают под договорный запрет. Такие испытания проводятся в специальных лабораториях, например ведущими в этой области в США являются Лос-Аламосская национальная лаборатория и Ливерморская национальная лаборатория.

### Страны, отказавшиеся от запрета на проведение
Не подписавшие договоры Индия и Пакистан провели последние ядерные испытания в 1998 году (см. Ядерная программа Пакистана и Ядерная программа Индии).
Подписавшая договоры о нераспространении ядерного оружия и ограничении ядерных испытаний, КНДР дезавуировала их и 9 октября 2006 года провела первое ядерное испытание; 25 мая 2009 года КНДР совершила второе ядерное испытание (см. Ядерная программа КНДР), 12 февраля 2013 года было проведено третье ядерное испытание, 6 января 2016 года - четвёртое, 9 сентября 2016 года - пятое, 3 сентября 2017 года - шестое.

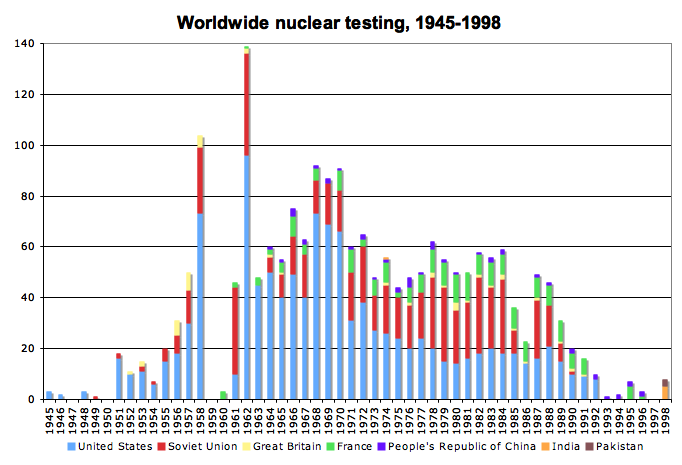
Хронология ядерных испытаний

## Испытания и суперкомпьютеры
Электронные вычислительные машины стали использоваться в расчётах по ядерному оружию с самого момента их появления. Первыми расчётами, выполненными на первом электронном компьютере общего назначения ЭНИАК в декабре 1945 года, были расчёты по термоядерному взрыву, осуществленные работниками Лос-Аламосской национальной лаборатории из команды Эдварда Теллера.
Огромный объём вычислений и их сложность с самого начала выдвигали требования по созданию все более мощных и совершенных вычислительных машин, что, в конечном счёте, привело к появлению особого типа вычислительной техники под названием «суперкомпьютеры». Использование суперкомпьютеров для симуляции ядерных и термоядерных реакций, происходящих во время взрыва, позволяло экономить колоссальные средства и время. Например, при использовании суперкомпьютера CDC 6600 для разработки новой боеголовки США потребовалось провести только 23 полевых испытания, а при использовании CDC 7600 — уже только 6. Неудивительно, что США накладывало специальные экспортные ограничения на поставку сверхмощных вычислительных машин не только в страны Варшавского блока, но даже в страны-партнёры по НАТО: известен случай, когда в 1966 году США отказало компании CDC в экспортной лицензии суперкомпьютера CDC 6600 для Французского атомного агентства, чтобы помешать Франции в их атомной программе. Наличие суперкомпьютеров в 60-х годах смягчило позицию США по договору о запрете испытаний в трёх средах, так как существовала уверенность, что у СССР нет столь мощных компьютеров, и соблюдение договора даст США стратегическое преимущество перед СССР. Однако этот расчет не оправдался: СССР в кратчайшие сроки разработал собственные суперкомпьютеры БЭСМ-6, а позже — в кооперации со странами Варшавского блока (ГДР, Венгрией и Польшей) ЭВМ семейства ЕС и «Эльбрус».
Роль суперкомпьютеров увеличилась после подписания Договора о всеобъемлющем запрете на проведение ядерных испытаний. В настоящее время в ведущих лабораториях США, занятых обслуживанием и совершенствованием ядерного арсенала страны, установлены мощнейшие компьютерные системы, которые входят в список TOP500, и на которых проводятся как секретные, так и несекретные расчёты, связанные с ядерными взрывами, атомными реакторами и термоядерным синтезом в рамках программы Advanced Simulation and Computing Program. Ранее, несмотря на свою огромную мощность суперкомпьютеры всё же не позволяли очень точно смоделировать весь процесс взрыва во время испытания от начала до конца. Для упрощения задач расчёты осуществлялись в двух или даже в одном измерении, компьютерные испытания проводились поэтапно с моделированием ключевых событий и подачей результатов предыдущего этапа на следующий, что, естественно, приводило к неточностям, которые могли быть сняты только при проведении реального испытания. С выполнением программы Advanced Simulation and Computing Program и вводом в строй суперкомпьютера ASC Purple в 2005 году, Национальные лаборатории США получили возможность моделировать подрыв ядерного и термоядерного оружия в полном объёме с точностью, достаточной, чтобы судить о текущем состоянии и боеготовности зарядов, находящихся на хранении в арсенале.

## Ядерные испытания по странам
Всего ядерными державами было проведено более двух тысяч ядерных взрывов:

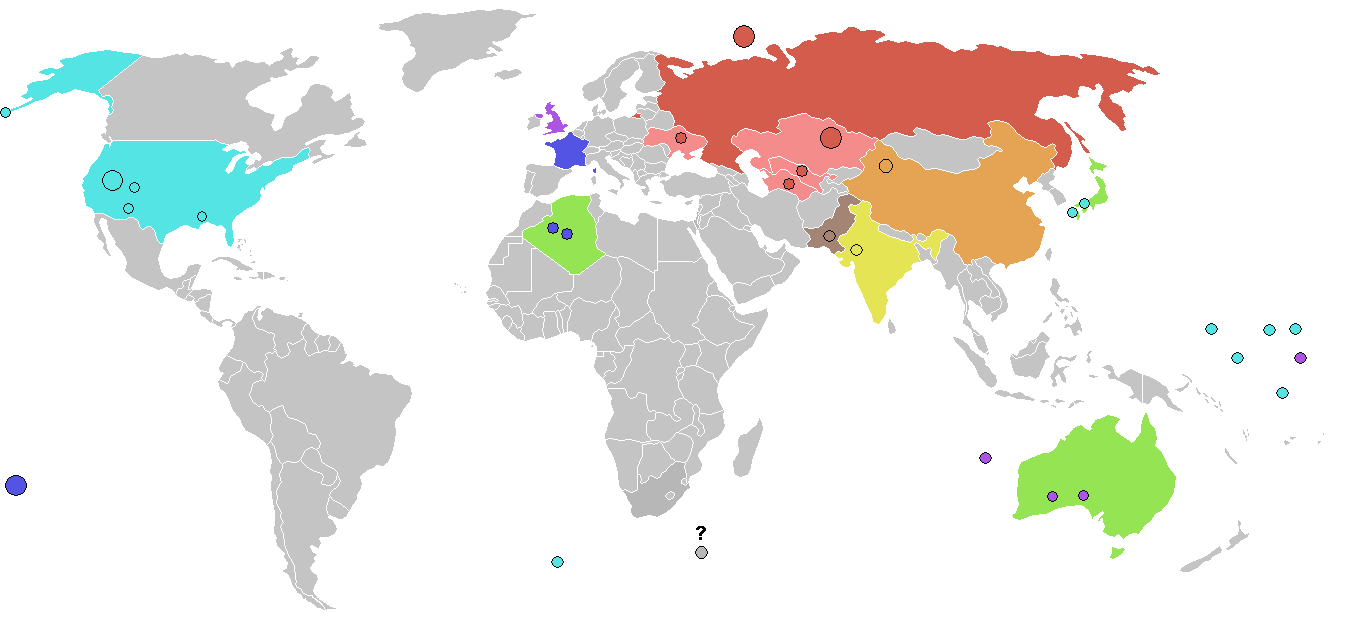
Карта ядерных полигонов (Северная Корея не показана)

### США
: 1054 испытаний по официальным данным (как минимум 1151 устройств, 331 наземное испытание), в основном на полигоне в штате Невада и на Pacific Proving Grounds на Маршалловых островах, ещё 10 испытаний проводились в разных местах на территории США, в том числе на Аляске, в Колорадо, Миссисипи и Нью-Мексико (см. C. Sublette. U. S. Tests).

### СССР
: 715 испытаний (969 устройств) по официальным данным (см. C. Sublette. U. S. S. R. Tests), в основном на Семипалатинском полигоне и на Новой Земле, а также несколько в различных местах России, Казахстана, Украины, Узбекистана и Туркмении.

### Великобритания
: 45 испытаний (21 в Австралии, включая 9 в Южной Австралии в Маралинге и Эму Филде, остальные в США при проведении совместных испытаний).

### Франция
: 210 испытаний. 4 в Реггане в пустыне Танезруфт, 12 в Tan Afella и In Ecker на нагорье Ахаггар в Алжире. Остальные — на островах Фангатауфа и Муруроа во Французской Полинезии.

### Китай
- : 45 испытаний (23 наземных и 22 подземных, на базе Лоб-Нор в Синьцзяне).

### Индия
- : от 5 до 6 подземных испытаний (Pokhran).

### Пакистан
- : от 3 до 6 испытаний (Chagai Hills).

### КНДР
- : 6 испытаний (Hwadae-ri).

## Список самых мощных ядерных испытаний
Следующий список содержит все известные ядерные испытания, мощность взрыва которых составила 10 мегатонн ТНТ и более.
|    | Дата       | Мощность (Мт) | Размещение заряда | Страна | Место испытания     | Испытание       |
| -- | ---------- | ------------- | ----------------- | ------ | ------------------- | --------------- |
| 1  | 30.10.1961 | 58.6          | Бомба             | СССР   | Полигон Новая Земля | Царь-бомба      |
| 2  | 24.12.1962 | 24.2          | Бомба             | СССР   | Полигон Новая Земля | Испытание № 219 |
| 3  | 05.08.1962 | 21.1          | Бомба             | СССР   | Полигон Новая Земля | Испытание № 147 |
| 4  | 27.09.1962 | 20            | Бомба             | СССР   | Полигон Новая Земля | Испытание № 174 |
| 5  | 25.09.1962 | 19.1          | Бомба             | СССР   | Полигон Новая Земля | Испытание № 173 |
| 6  | 28.02.1954 | 15            | Площадка          | США    | Атолл Бикини        | Кастл Браво     |
| 7  | 04.05.1954 | 13.5          | Баржа             | США    | Атолл Бикини        | Кастл Янки      |
| 8  | 23.10.1961 | 12.5          | Бомба             | СССР   | Полигон Новая Земля | Испытание № 123 |
| 9  | 26.03.1954 | 11            | Баржа             | США    | Атолл Бикини        | Кастл Ромео     |
| 10 | 31.10.1952 | 10.4          | Площадка          | США    | Атолл Эниветок      | Айви Майк       |
| 11 | 25.08.1962 | 10            | Бомба             | СССР   | Полигон Новая Земля | Испытание № 159 |
| 12 | 19.09.1962 | 10            | Бомба             | СССР   | Полигон Новая Земля | Испытание № 168 |